# Acetylkolinesteras

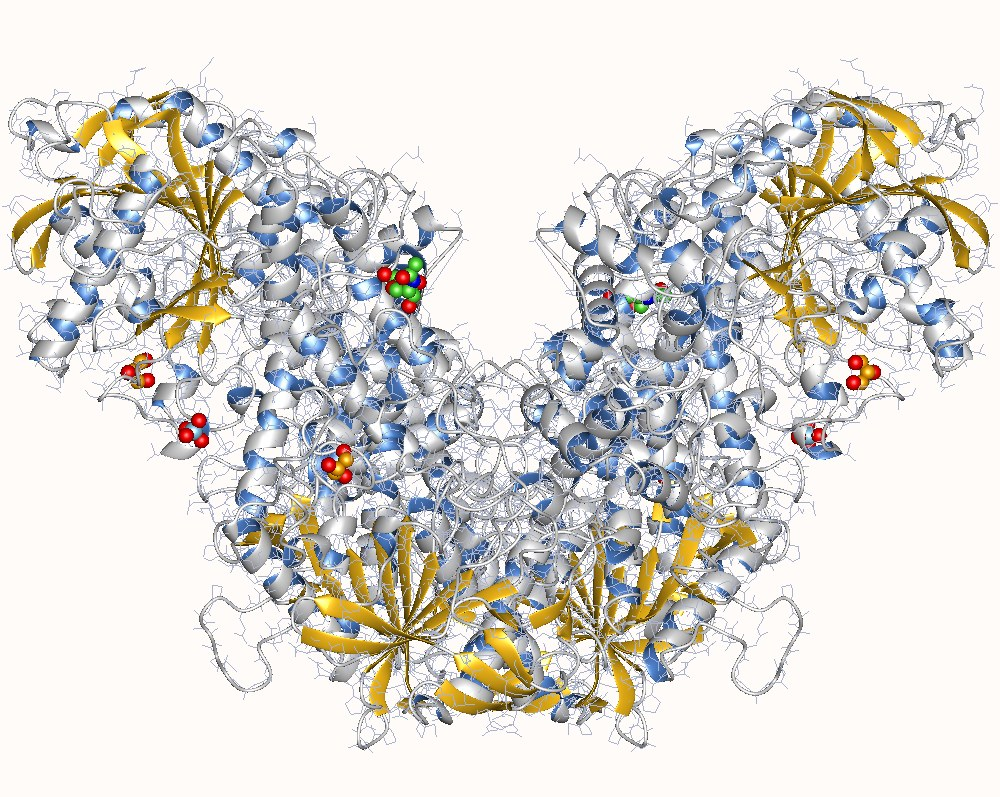
Acetylkolinesteras tetramer, Mus musculus.

Acetylkolinesteras är ett enzym som bryter ned acetylkolin, en signalsubstans i nervsystemet. Om acetylkolinesteras på något vis inhiberas resulterar det i kramper och i allvarliga fall död. Några av de första nervgaserna verkade genom att inhibera acetylkolinesteras, till exempel tabun. Eftersom acetylkolin finns i nästan alla djur används acetylkolinesterasinhibitorer även i olika bekämpningsmedel mot insekter. Exempel på sådana bekämpningsmedelsklasser är organofosfater och karbamater.